# Генерал-адмирал (фрегат)
«Генерал-Адмирал» — винтовой фрегат (1858—1870) русского военно-морского флота.

## Постройка

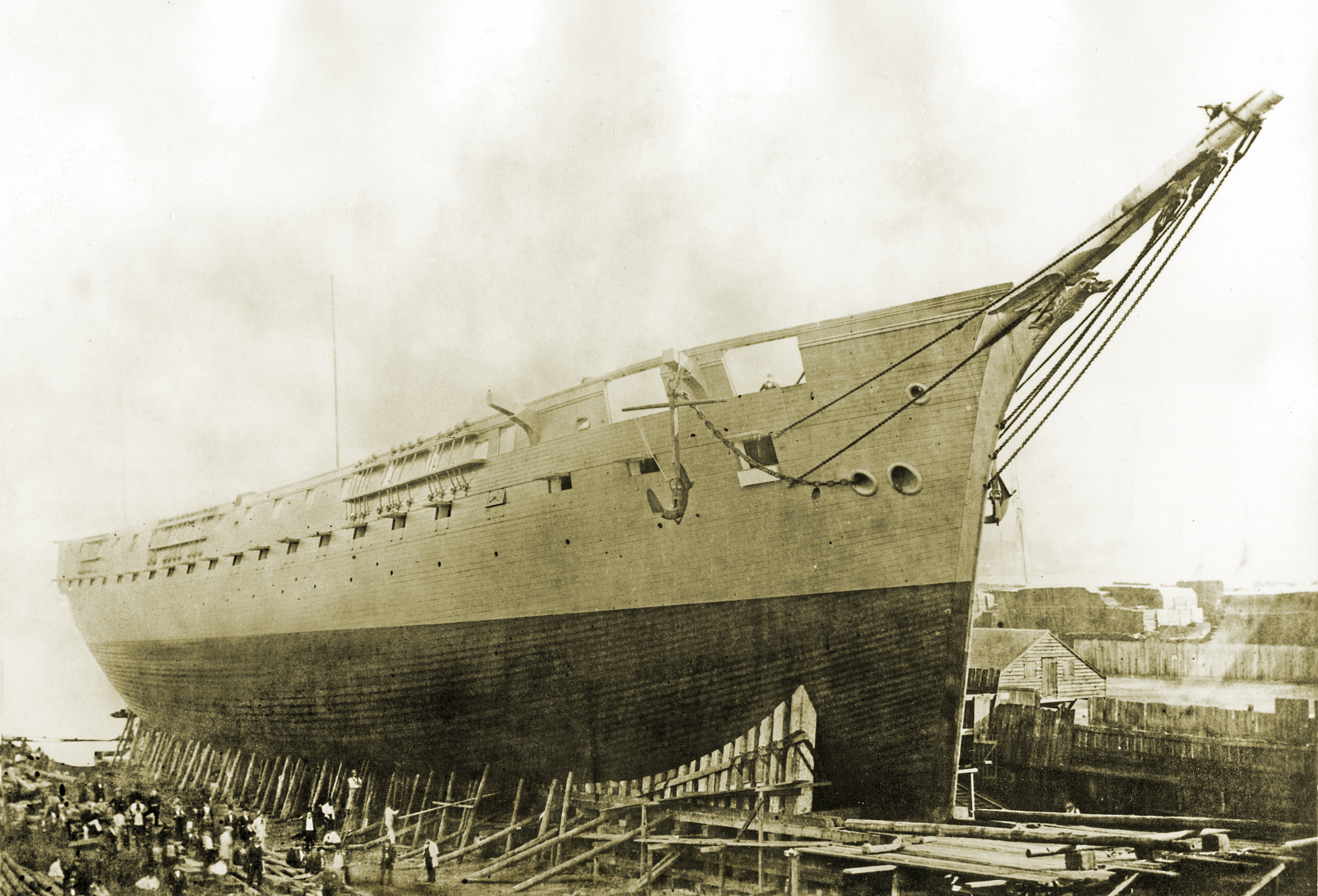
«Генерал Адмирал» на стапеле

Контракт на постройку фрегата был заключён 8 сентября 1857 года с верфью Уильяма Вебба (англ. William H. Webb), Нью-Йорк. Сумма контракта — 1018 тысяч долларов.
Торжественная закладка была произведена на следующий день, а 9 сентября 1858 года корабль был спущен на воду.
3 июля 1859 года корабль прибыл в Кронштадт, где был довооружен (в США были установлены только 2 пушки Дальгрена на баке и юте).

## Технические характеристики

### Корпус
Корпус деревянный, из живого белого дуба и смолистой сосны. Набор диагональный, подкреплённый железными раскосами. Толщина обшивки корпуса — 6-10 дюймов.

### Двигательная установка
Корабль нёс полное корабельное парусное вооружение. На нём была установлена двухцилиндровая паровая машина (спаренные одноцилиндровые машины фирмы Новелти Айрон Воркс (англ. Novelty Iron Works, Бруклин)) простого расширения с нарицательной мощностью 800 л.с. и индикаторной 2000 л.с., работавшая на подъёмный винт. Машина снабжалась паром от шести коробчатых горизонтальных огнетрубных котлов. Дымоходы котлов выводились в телескопическую трубу. Винт 2-х лопастной, со съёмными лопастями, поднимался через тоннель для минимизации сопротивления при плавании под парусами. Запас угля составлял 750 длинных (760 метрических) тонн.

### Вооружение
На гон-деке были установлены 36 60-фунтовых (196 мм) бомбических № 2 и 4 36-фунтовые длинные (№ 2) пушки. На верхней палубе стояли ещё 24 60-фунтовые и 2 36-фунтовые пушки. Кроме того, на баке и юте на поворотных платформах было установлено по одной 3-пудовой (по другим данным, 2-пудовой) пушки системы Д. А. Дальгрена. В 1866 году поменяли местами пару батарейных 36-фунтовок с парой палубных 60-фунтовок.
В состав десантной артиллерии корабля входили одна 24-фунтовая пушка и два 12-фунтовых единорога.

### Прочие характеристики
Автономность по топливу (в экономичном режиме) — 12 суток, расчётная автономность по продовольствию — 75 суток.

## Служба
14 (26) июля 1860 года император Александр II посетил фрегат, находившийся на Кронштадтском рейде, и оставшись вполне довольным исправным состоянием судна и найденным порядком объявил Монаршее благоволение всем начальствующим лицам и пожаловал команде фрегата по полтине серебром на человека.
В 1860 году, под командой капитана И. А. Шестакова, до этого наблюдавшего за строительством и переходом в Кронштадт под управлением американской команды фрегата, корабль был отправлен в состав Средиземноморской эскадры Балтийского флота. По пути, в июле того же года, пароходофрегат посетил Киль. В составе эскадры корабль в 1860—1863 годах посещал Бейрут, Пирей и Ниццу. В 1863 году, возвращаясь на Балтику, уже под командованием капитана В. А. Стеценко, сопроводил построенный на английских верфях корабль «Первенец» в Кронштадт.
В 1866 году корабль снова отправлен на Средиземное море. 22 июня посетил Копенгаген, в 1867 году снова посетил Пирей и, возвращаясь на Балтику, 26 июля 1867 года посетил Кадис. Последний средиземноморский поход был в 1868 году. В его ходе фрегат принимал участие в эвакуации участников Критского восстания. Корабль вернулся на Балтику в 1869 году. Корпус был поражён (несмотря на систему вентиляции) гнилью, машины были изношены. Тимберовка и установка новых машин, с учётом прогресса в судостроении, были признаны бесполезными, и 4 июня 1869 года корабль был выведен из списков.

## Командиры
- 06.07.1859 — ??.??.1861 — капитан 1-го ранга Шестаков, Иван Алексеевич
- 23.04.1861 — 03.01.1863 — капитан 1-го ранга Штофреген, Кондратий Кондратьевич[2]
- ??.??.1863 — ??.??.186? — капитан 1-го ранга Стеценко, Василий Александрович
- ??.??.1865 — 15.05.1867 — капитан 1-го ранга Бутаков, Иван Иванович[3]
- 15.05.1867 — 01.01.1869 — флигель-адъютант капитан 1-го ранга Федоровский, Михаил Яковлевич
- 01.01.1869 — 25.01.1869 — капитан 2-го ранга Эльфсберг, Александр Томасович